# 小行星19741
小行星19741（19741 Callahan）是一颗绕太阳运转的小行星，为主小行星带小行星。该小行星于2000年1月5日发现。

## 轨道参数
小行星19741的轨道半长轴为2.2470963 UA，离心率为0.131。